# Президентские выборы во Франции (1848)
Президентские выборы во Франции 1848 года проходили 10 декабря. На выборах был избран первый и единственный президент Второй республики. Им неожиданно стал Луи-Наполеон Бонапарт, получивший около 75 % голосов.

## Выборы
Конституция предусматривала один тур выборов, и в случае отсутствия абсолютного большинства у одного из кандидатов Национальное собрание решало вопрос о победителе. Генерал и военный министр Временного правительства Луи Эжен Кавеньяк считался фаворитом выборов, и Национальное собрание утвердило бы его в случае отсутствия абсолютного большинства. Однако, Луи-Наполеон Бонапарт победил.

## Результаты
| Кандидат                     | Идеология            | % голосов |
| ---------------------------- | -------------------- | --------- |
| Луи-Наполеон Бонапарт        | Бонапартист          | 74,44 %   |
| Луи Эжен Кавеньяк            | Правый республиканец | 19,65 %   |
| Александр Огюст Ледрю-Роллен | Левый республиканец  | 5,08 %    |
| Франсуа-Венсан Распай        | Социалист            | 0,49 %    |
| Альфонс де Ламартин          | Либерал              | 0,28 %    |
| Шангарнье, Николя            | Легитимист           | 0,07 %    |
| Всего                        | Всего                | 100 %     |